# لا مادالينا
المَدَلِينة أو (نقحرة: لا مادالينا) (بالإنجليزية: La Maddalena)‏، (سردينيا: Sa Madalena)، تقع على جزر أرخبيل مادالينا، في مقاطعة سَسَاري، شمال جزيرة سردينيا، إيطاليا.

## السكان
في سنة 1861 بلغ عدد السكان 1٬901 نسمة، وتطور العدد ليصل في سنة 2011 لـ 10٬936 نسمة.
يظهر هذا المخطط البياني تطور النمو السكاني لـ المدلينة

## توأمة
للمدلينة اتفاقيات توأمة مع كل من:
- أجاكسيو
- نيس

## أعلام
- سالفاتوري فريزي